# Shea Whigham
Franklin Shea Whigham, Jr. (sinh ngày 5 tháng 1 năm 1969), được biết đến với tên nghề nghiệp là Shea Whigham, là một diễn viên Mỹ. Anh đã đóng vai Elias "Eli" Thompson trong loạt phim chính kịch HBO Boardwalk Empire.

## Lý lịch
Whigham sinh ở Tallahassee, Florida, con trai của luật sư Frank và người thủ thư trường học Beth. Gia đình họ đã chuyển đến Lake Mary, Florida khi Wigham lên năm tuổi. Anh đã học Tyler Junior College ở Tyler, Texas, sau đó chuyển đến Đại học bang New York ở Purchase, New York, nơi anh đã tham gia một chương trình hành động nhỏ với chỉ 31 sinh viên và một lớp có 8 sinh viên năm cuối. Sau khi tốt nghiệp, anh đồng sáng lập đoàn kịch New York City The Rorschach Group với bạn ở chung phòng thời đại học Kirk Acevedo, và đóng vai trò diễn viên và đạo diễn nghệ thuật với đoàn kịch trong 3 năm.

## Danh sách phim tham gia

### Phim
| Năm  | Tựa                                          | Vai                 | Ghi chú         |
| ---- | -------------------------------------------- | ------------------- | --------------- |
| 1998 | Of Love & Fantasy                            | Craig               |                 |
| 2000 | Tigerland                                    | Pvt. Wilson         |                 |
| 2001 | Submerged                                    | Capt. Oliver Naquin | Television film |
| 2002 | Bad Company                                  | Agent Wells         | Uncredited      |
| 2003 | All the Real Girls                           | Tip                 |                 |
| 2004 | Paradise                                     | Jeremiah Alcott     | Television film |
| 2004 | Out of This World                            | Russell Reade       |                 |
| 2004 | Water                                        | Daniel West         |                 |
| 2005 | Man of the House                             | Ranger Holt         |                 |
| 2005 | Lords of Dogtown                             | Drake Landon        |                 |
| 2005 | Psychic Driving                              | Ryan Barrett        | Short film      |
| 2005 | Faith of My Fathers                          | Norris Overly       | Television film |
| 2006 | Wristcutters: A Love Story                   | Eugene              |                 |
| 2006 | First Snow                                   | Vincent McClure     |                 |
| 2008 | South of Heaven                              | Mad Dog Mantee      |                 |
| 2008 | Pride and Glory                              | Kenny Dugan         |                 |
| 2008 | Splinter                                     | Dennis Farell       |                 |
| 2009 | Blood Creek                                  | Luke Benny          |                 |
| 2009 | The Killing Room                             | Tony Mazzolla       |                 |
| 2009 | Spooner                                      | Stan Manfretti      |                 |
| 2009 | Fast & Furious                               | Agent Stasiak       |                 |
| 2009 | The Bad Lieutenant: Port of Call New Orleans | Justin              |                 |
| 2010 | Radio Free Albemuth                          | Phil                |                 |
| 2010 | Barry Munday                                 | Donald              |                 |
| 2010 | Machete                                      | Sniper              |                 |
| 2010 | The Conspirator                              | Capt. Cottingham    |                 |
| 2011 | Take Shelter                                 | Dewart              |                 |
| 2011 | The Lincoln Lawyer                           | Corliss             |                 |
| 2011 | This Must Be the Place                       | Ernie Ray           |                 |
| 2011 | Catch.44                                     | Billy               |                 |
| 2012 | Big Miracle                                  | SAR Pilot Conrad    |                 |
| 2012 | Savages                                      | Chad                |                 |
| 2012 | Silver Linings Playbook                      | Jake                |                 |
| 2013 | Fast & Furious 6                             | Agent Stasiak       |                 |
| 2013 | American Hustle                              | Carl Elway          |                 |
| 2013 | The Wolf of Wall Street                      | Captain Ted Beecham |                 |
| 2014 | Non-Stop                                     | Agent Marenick      |                 |
| 2015 | Lila & Eve                                   | Detective Holliston |                 |
| 2015 | Cop Car                                      | Man                 |                 |
| 2015 | Knight of Cups                               |                     |                 |
| 2017 | Kong: Skull Island                           |                     | Filming         |

### Television
| Năm       | Tên                   | Vai diễn              | Notes                        |
| --------- | --------------------- | --------------------- | ---------------------------- |
| 1997      | Ghost Stories         | Eric Duke             | Episode: "Cold in the Grave" |
| 2002      | R.U.S./H.             | Odell Tippy           | Pilot                        |
| 2004      | Medical Investigation | Barrett Fidler        | 2 episodes                   |
| 2006      | ER                    | Bobby Kenyon          | 3 episodes                   |
| 2007      | Standoff              | Andre / Jared Kendall | Episode: "Ex-Factor"         |
| 2009      | Lie to Me             | Jered Blunt           | Episode: "Life Is Priceless" |
| 2009      | Numb3rs               | Tom Kardum            | Episode: "The Fifth Man"     |
| 2009      | Medium                | Patrick Wilkes        | Episode: "New Terrain"       |
| 2010–2014 | Boardwalk Empire      | Elias "Eli" Thompson  | 49 episodes                  |
| 2014      | True Detective        | Joel Theriot          | 2 episodes                   |
| 2015      | Agent Carter          | Roger Dooley          | 7 episodes                   |
| 2015      | Justified             | Merrill               | Episode: "Collateral"        |

### Các video game
| Năm  | Tựa            | Vai              |
| ---- | -------------- | ---------------- |
| 2000 | Smuggler's Run | Jon (lồng tiếng) |